# Hexanoato de metila
Hexanoato de metila é um composto orgânico, o éster do ácido hexanóico do metanol, possui fórmula CH3(CH2)4COOCH3. É utilizado tanto na indústria de alimentos como na de perfumaria como um aroma.
É encontrado na planta noni (Morinda citrifolia) e em espécies das plantas salak, do gênero Salacca.